# (144692) Katemary
(144692) Katemary est un astéroïde de la ceinture principale.

## Description
(144692) Katemary est un astéroïde de la ceinture principale. Il fut découvert le 9 avril 2004 à Wrightwood par James Whitney Young. Il présente une orbite caractérisée par un demi-grand axe de 2,67 UA, une excentricité de 0,14 et une inclinaison de 3,0° par rapport à l'écliptique.

## Compléments